# José Carbonell Fougasse
Pierre-Joseph Carbonel y Fougasse, con frecuencia hispanizado como José Carbonel y Fogasa (La Ciotat, Bocas del Ródano, 19 de marzo de 1707 - Isla de León, Cádiz, 9 de febrero de 1801) fue un lingüista, helenista, arabista, malacólogo y arqueólogo francoespañol, maestro de Campomanes, académico de la Historia y profesor de lenguas en la Academia de Guardias Marinas de Cádiz.

## Biografía
Pierre-Joseph Carbonel (con una sola ele) Fougasse nació el 19 de marzo de 1707 en la localidad francesa de La Ciotat, entre Marsella y Tolón, hijo de Jean Augustin Carbonel Bonfigli, originario de Liorna (Italia), y de Marguerite Fougasse, natural de Marsella. Su padre sirvió en el ejército español durante cincuenta y dos años, los últimos cuarenta y dos como comisario de Guerra, empleo que obtuvo «en atención a la fidelidad, aplicación y secreto con que manejó diferentes dependencias del Real Servicio».
Pierre-Joseph Estudió en Orán y en 1734 ya residía en Alicante. El dos de septiembre de 1734, José Carbonel contrajo matrimonio en la iglesia parroquial de San Nicolás de Alicante con María Francisca Borja Arroyos, hija del escultor Juan Bautista Borja y de su esposa Teresa Arroyos, de la que tuvo cinco hijos. Es muy probable que aprendiera lenguas clásicas con el famoso deán Manuel Martí (1663-1737) o alguno de sus discípulos.
Por influjo del archivero de la Primera Secretaría de Estado Juan Cascos Villademoros (c. 1690-†1754), protector y gran amigo de su padre, consiguió hacia 1743 un puesto de maestro en la «Real Casa de los Caballeros Pajes de S. M», institución que educaba a veinticuatro jóvenes caballeros. Durante los nueve años que permaneció en dicha institución y a instancias del Duque de Medina Sidonia, caballerizo mayor y director de la misma, Carbonel elaboró para uso de los alumnos:
…Un método de enseñarles la Cosmografía y Geografía, combinadas con la Historia sagrada y profana, Mitología y Chronología; el de instruirlos en las Matemáticas, Física experimental y Dibuxo; y otro para la Lengua Francesa, aplicable a otro cualesquier idioma vivo…
Fue admitido como miembro honorario de la Real Academia de la Historia el 14 de abril de 1747, y en calidad de tal consiguió para ella muy notables colecciones, como la numismática del Marqués de la Cañada, y otras de libros para distintas academias y eruditos; es más, le encomendaban la traducción de inscripciones o la elaboración de informes, y otras solicitaban su asesoramiento e intermediación en la compra de monedas o libros.
En esta época conoció a Pedro Rodríguez de Campomanes, que tenía apenas veintitrés años y ya establecido en Madrid como abogado, y con él estudió árabe con el sirio maronita Miguel Casiri; Campomanes aprendió luego (desde 1748) el griego de su condiscípulo, algo de lo que Carbonel siempre se enorgulleció. Durante su periodo de aprendizaje con Casiri, Carbonel empezó a coleccionar los materiales que se encuentran recogidos en un manuscrito de la BNE, Papeles varios de gramática arábiga, que en realidad contiene diversas traducciones de artículos extranjeros sobre lenguas, inscripciones epigráficas, bibliografía arábiga y otros intereses del autor; incluso del gran orientalista Jean-Jacques Barthélemy. De su fama por entonces como políglota se hizo eco Ignacio de Luzán: "Entiende varias lenguas, el griego, el arábigo y otras". Además otros eruditos como Juan de Iriarte, los padres Martín Sarmiento y Enrique Flórez o Luis José Velázquez lo trataron con asiduidad y lo incluyeron en sus celdas o tertulias, y participó en especial en la de este último en el palacio de la condesa de Lemos, luego marquesa de Sarria. Pero su mejor amigo fue sin duda Cándido María Trigueros, a quien enseñó francés.
Viendo su valía como profesor de idiomas, Jorge Juan consiguió sacarlo de la Casa de Pajes y convencerlo en 1752 para que los enseñase en el Colegio de Guardias Marinas de Cádiz; Jorge Juan le escribió al Marqués de Ensenada este elogio:
Para maestro de idiomas creo aún más que idóneo a don Joseph Carbonel, pues, a más de hablar el griego, latín, español, francés, italiano y traducir el inglés, todo perfectamente, está muy adelantado en Matemáticas, de las cuales también ha sido maestro, muy impuesto en la Historia, y con grandes principios de Física moderna, que acompaña con ser muy buen filósofo
Al margen de esto colaboró con Jorge Juan y Louis Godin en la redacción de los Estatutos de una futura Sociedad Real de Ciencias de Madrid propiciada por Ensenada y cuyo objetivo había de ser la enseñanza y difusión de las ciencias físicas y matemáticas, proyecto para el que se había enviado al extranjero al boticario Joseph Ortega para recabar informes y noticias sobre los individuos más relevantes que podrían ser nombrados miembros de aquella; pero como el marqués cayó de su privanza en 1754 el proyecto cayó con él y las aspiraciones del propio Carbonel a quien, al parecer, se le destinaba la Secretaría de la mencionada Sociedad.
Pero en Cádiz estableció Jorge Juan la que llamaba Asamblea Amistosa Literaria, que se reunía todos los jueves en su casa. Presidida por él esta especie de academia, sus miembros exponían memorias y disertaciones de toda índole. Concurrían a ella los profesores de la Academia de Guardias Marinas como el director Louis Godin, los maestros de matemáticas José de Aranda y Gerardo Henay, y el maestro de artillería José Díaz Infante; miembros del Real Colegio de Cirugía de la Armada con su director, Pedro Virgili, al frente, Francisco Canivell, Lorenzo Roland y Francisco Nueve-iglesias, y médicos como Diego Porcell y José de Nájera. Como secretario de dicha Asamblea actuaba José Carbonel. Posteriormente se incorporó a esta Asamblea Luis José Velázquez.
Pero Carbonel no estaba contento, porque no se le daban las retribuciones que Jorge Juan le tenía prometidas. Poseía desde hacía años una licencia verbal para leer libros prohibidos concedida por el entonces director de la Academia de la Historia Agustín Montiano y Luyando. En 1762 Carbonel fue nombrado además bibliotecario de la Academia de Guardias Marinas, pero deseaba cambiar de destino y escribía a sus amigos pidiéndoles un destino mejor. Sin embargo no había descuidado sus intereses científicos y había acumulando una gran colección numismática que heredó de su padre y amplió notablemente con la de Luis de Velázquez, que había comprado, pasándola después a su hijo Antonio y luego este a la Real Academia de la Historia en 1805. Es más, también había conseguido una impresionante colección de corales y moluscos. Esto último se conoce por el epistolario del naturalista sueco Clas Alströmer quien, entre 1760 y 1764, viajó por España y otros países europeos enviado por su maestro, el botánico Carl Linné o Linneo. Alströmer llegó a Cádiz el 28 de abril de 1760 y entabló amistad con José Carbonel. Los datos del sueco conmcuerdan con que comenzase a formarla tras su llegada a Cádiz en 1752 y para cuando Alströmer la contempló, ocho años después, era ya de tal calidad que inmediatamente llamó su atención y escribió a Linneo:
Tiene mucho interés por la Historia Natural y que posee una hermosa colección de conchas, de lithophita y zoophita, no tan ridícula como suelen ser las colecciones por aquí, sino verdaderamente seria y ambiciosa. Él me ha dado bastantes cosas y me ha prometido recoger más para el señor Arquiatra [así llama a Linneo] y para mí. Para los señores Grill de Estocolmo ya ha colectado cosas antes. Tiene algunos conocimientos de Botánica, pero quiere saber más y por eso me ha pedido que yo le consiga los siguientes libros del señor Arquiatra: Sistema Naturae ed. alt., Philosoph. Botan., Genera Plant., Biblioteca Botan., Species Plantarum, Amoenitatis academ.
El sueco propuso a Linneo que nombrara al lingüista corresponsal en Cádiz. Al ser expulsados los jesuitas de Cádiz, Campomanes encomendó a Carbonel la dirección de la futura Casa de Educación de Cádiz, algo que entusiasmó al mismo. Además remitió a Campomanes un Método de enseñar las lenguas Griega, Hebrea, Caldea y Siríaca, obra que, según le explicaba, había compuesto a instancias del canónigo Cristóbal Conde cuando ocupó la cátedra de griego que se abrió en el Sacromonte de Granada y que llevaba varios años durmiendo en un cajón; pero no se imprimió, aunque se conservó entre los papeles de Campomanes. En 1785, agotado tras 42 años de trabajo ininterrumpido al servicio de la Corona y enfermo, dirigió una carta a Carlos III solicitando se le concediera la jubilación con el sueldo entero, pero solo se la concedieron con dos tercios.

## Obras
- Bibliotheca Arábico-Hispana o Catálogo Alphabético de Autores Árabes Españoles u oriundos de España o cuyas obras pertenecen a la Historia y Geographia de ella, 1758, manuscrito
- Catálogo de libros árabes, sacados de la Biblioteca de Dn. Nicolás Antonio que pueden conducir para la Historia y Geographia de España, 1758, manuscrito.
- Catálogo  de  libros  árabes  sacados  de  la  Biblioteca  Oriental  y  Occidental de Pinelo, que pueden conducir para la historia de España, 1758, manuscrito.
- Método de enseñar las lenguas Griega, Hebrea, Caldea y Siríaca. manuscrito.
- Informe al Real Consejo de Castilla sobre los medios de hacer florecer en la Universidad de Salamanca el estudio de las lenguas Griega y hebrea. Por Don Joseph Carbonel, de la Real Academia de la Historia, Director de los Reales Estudios de Cádiz y Comisario de Marina. Cádiz y julio 1 de 1768.
- Método para el estudio de la latinidad, no conservado. Lo solicitó Vicente Doz para uso del Seminario de nobles.
- Tratado elemental de Cosmografía, no conservado. También solicitado por Vicente Doz para uso del seminario de nobles.